# Ahlmansgatan

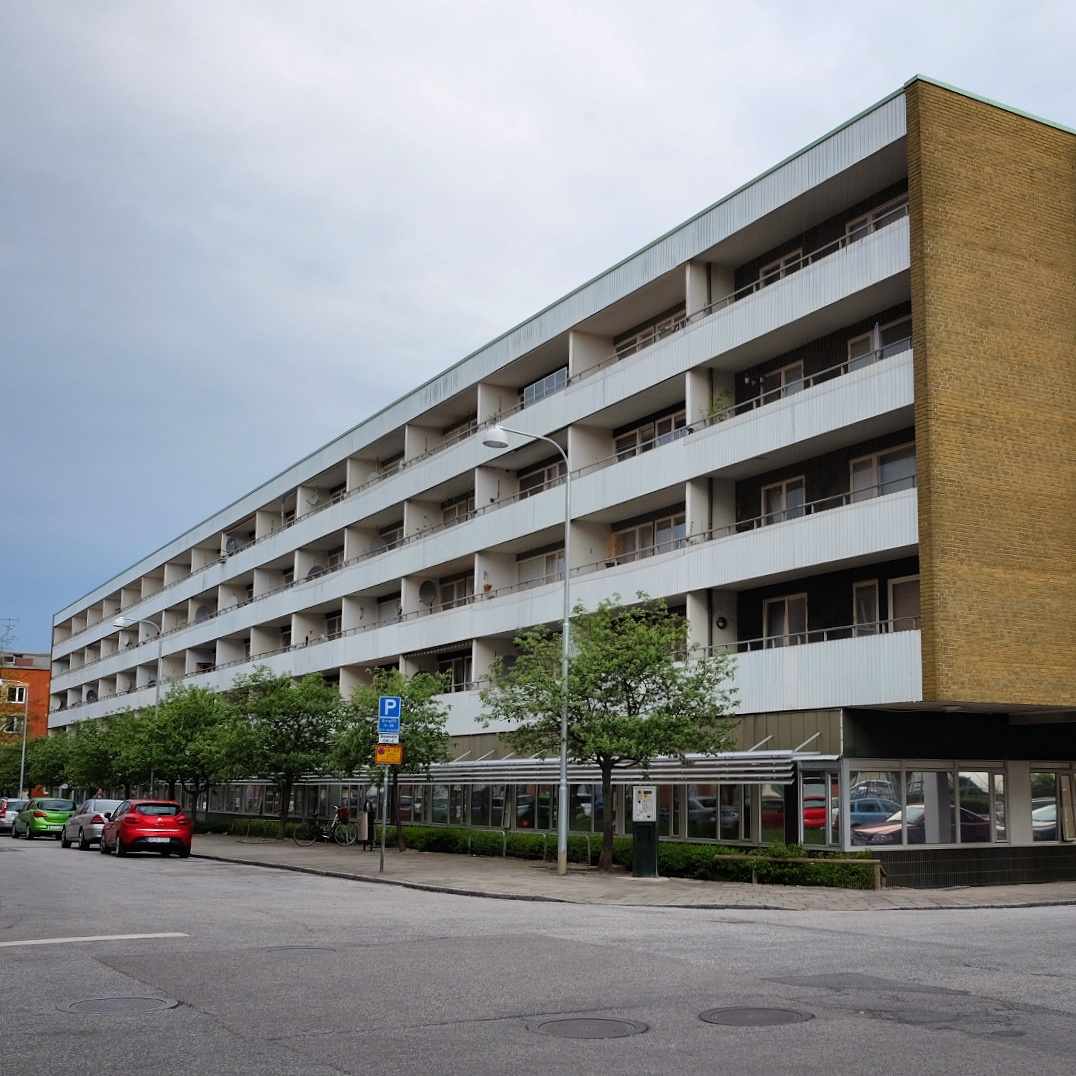
Nutida bebyggelse vid Ahlmansgatan (kvarteret Leonard).

Ahlmansgatan är en gata i Malmö som ursprungligen var belägen i stadsdelen Södervärn, men genom förändring av stadsdelsindelningen överfördes den 1981 till Möllevången.
Gatan finns utsatt på stadsingenjör Jöns Åbergs karta från 1882. Den sträckte sig tidigare från Södra Förstadsgatan till Nobelvägen, men genom stadsplan 644 fastställd av länsstyrelsen i Malmöhus län den 30 oktober 1963 utgick delen öster om Södervärnsgatan, som kom att ingå i kvarteret Otto. Detta område kom att utgöra förgårdsmark, bland annat i syfte att ge parkeringsutrymme åt Möllevångens kyrka. Gatan är uppkallad efter handelsbokhållaren Bengt Göran Ahlman (1825–1896) som ägde fastigheten vid gatan. Den västligaste delen av gatan är numera en återvändsgata från Claesgatan. 
Under spårvägsepoken fanns en enkelspårig vändslinga runt kvarteret Gabriel, vilket innebär att spårvägsräls funnits i Ahlmansgatan mellan Bangatan och Södervärnsgatan.